# Ernst von Hartung

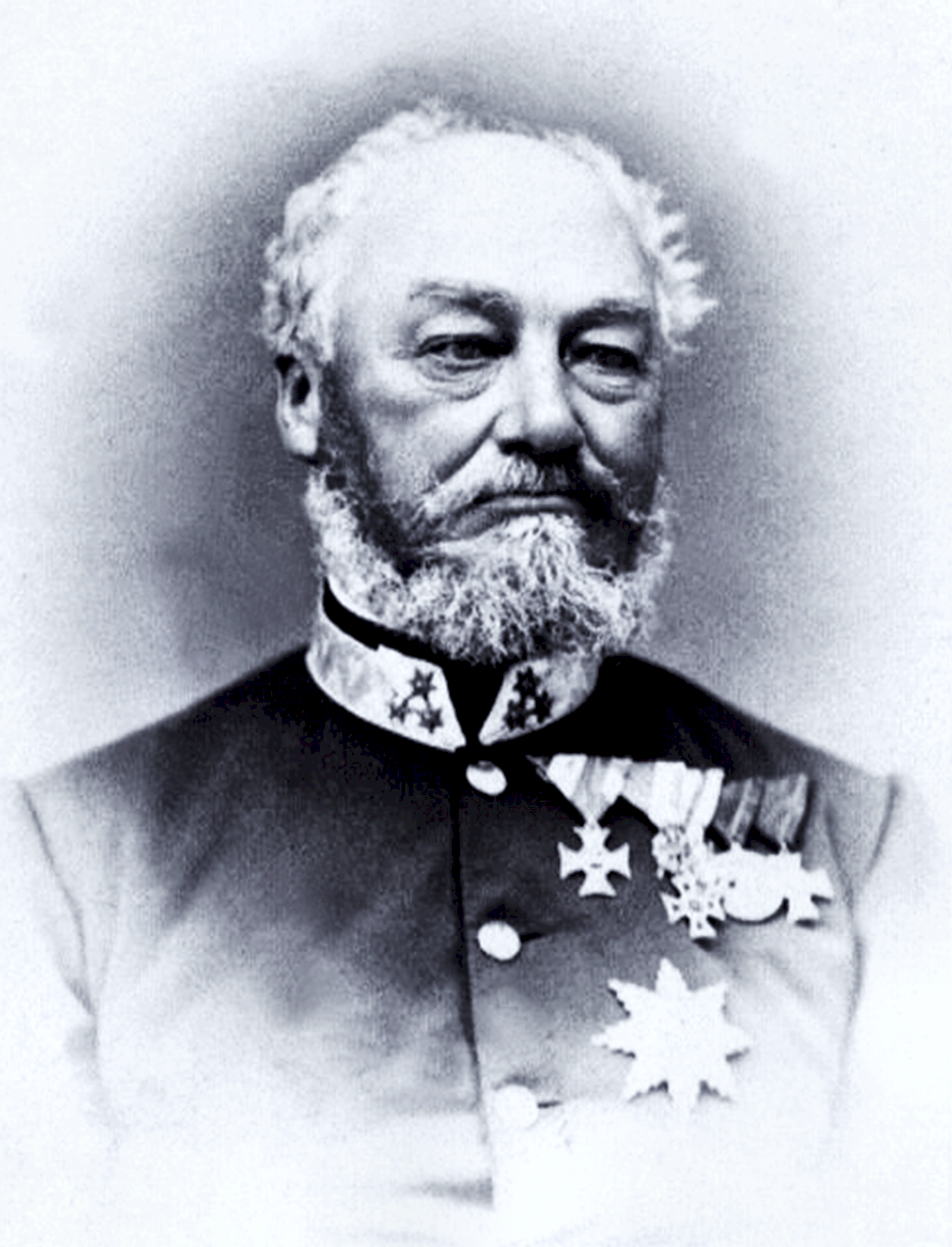
Ernst Ritter von Hartung

Ernst Ritter von Hartung (* 23. August 1808 in Schwechat; † 1. Oktober 1879 in Wien) war ein k. k. Feldzeugmeister und Militärtheoretiker, Inhaber des Infanterieregiments Nr. 47 und Theresienritter sowie Wirklicher Geheimer Rat und Mitglied des Herrenhauses des österreichischen Reichsrats auf Lebenszeit.

## Biographie

### Jahre der Entwicklung

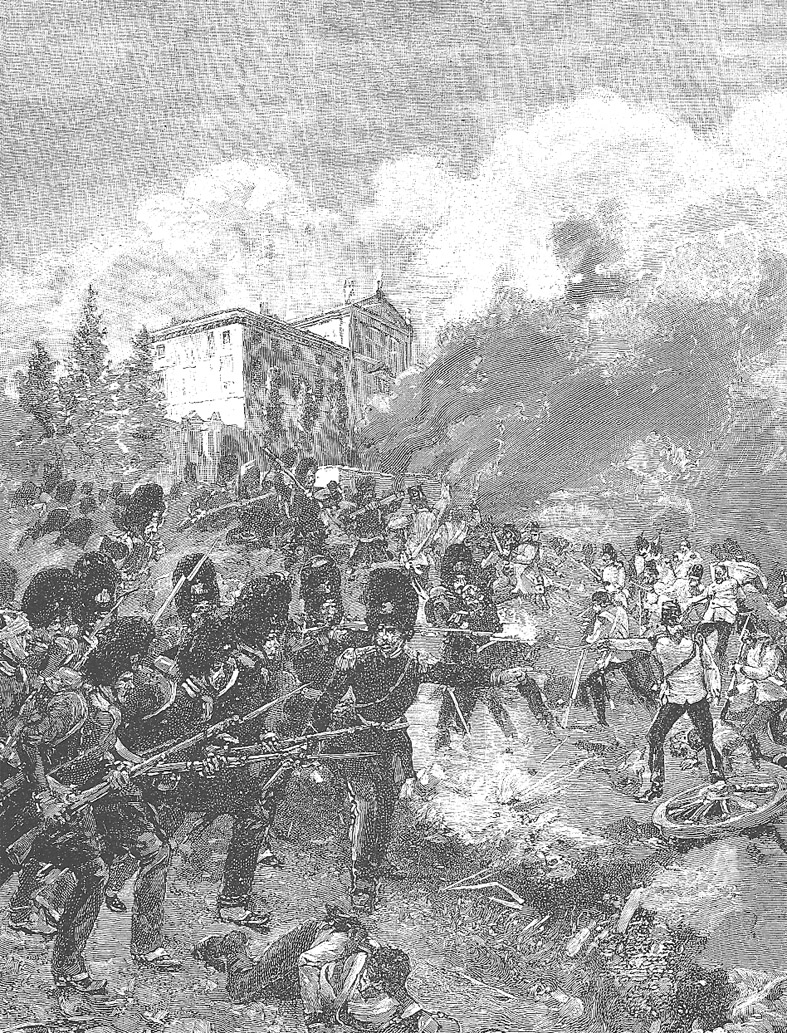
Schlacht von Custozza 1848

Hartung entstammte einem alten, ursprünglich im Hannoverischen beheimateten Rittergeschlecht. Sein Vater war k. k. Hauptmann, später Straßenbaukommissar.
Er trat nach Absolvierung der k. k. Ingenieurakademie im Jahr 1827 als Fähnrich in das Infanterieregiment Nr. 1 ein, in welchem er am 15. März 1831 zum Leutnant, am 16. August 1834 zum Oberleutnant und am 1. März 1844 zum Hauptmann befördert wurde. In dieser Charge machte er der Kämpfe der Jahre 1848 und 1849 in Italien mit, so die Straßenkämpfe in Mailand vom 15. bis 22. März, das Gefecht bei Valeggio am 9. April, die Schlacht bei Santa Lucia am 6. Mai, den Angriff der verschanzten Linien von Curtatone und Montanara am 29. Mai, die Rekognoszierung von Cerlongo am 3. und im zweiten Korps d'Aspre die Einnahme von Vicenza, insbesondere letztere, mit so hoher Auszeichnung im ersten Korps des Brigadegenerals Ludwig von Wohlgemuth, so dass er mit Befehl des Feldmarschalls Graf Radetzky vom 17. Juni 1848 außer der Rangtour zum Major im Regiment Nr. 17 befördert und mit dem Militärverdienstkreuz mit der Kriegsdekoration (KD.) dekoriert wurde. Danach kämpfte Hartung im ersten Korps in der Schlacht bei Custozza am 25. Juli, in den Avantgarde-Gefechten bei Caedo Muri, Basiasco und Turano am 30. Juli und 2. August, im Gefechte vor Mailand am 4. August, dann am 21. März 1849 bei der Erstürmung von Borgo San Siro und im Gefecht bei Gambolò, weiters beim Angriff und der Unterwerfung von Bologna vom 8. bis 15. Mai und endlich bei der Einschließung von Ancona vom 5. bis 18. Juni. Bei allen diesen Ereignissen tat er sich so besonders hervor, dass er mit dem Orden der Eisernen Krone dritter Klasse ausgezeichnet wurde und zum Oberstleutnant befördert wurde. Im Jahre 1850 diente er als Adlatus des Generaladjutanten Radetzky, worauf er nach drei Monaten zum Oberst und Kommandanten des Infanterieregiments Nr. 23 ernannt wurde.

### Als General

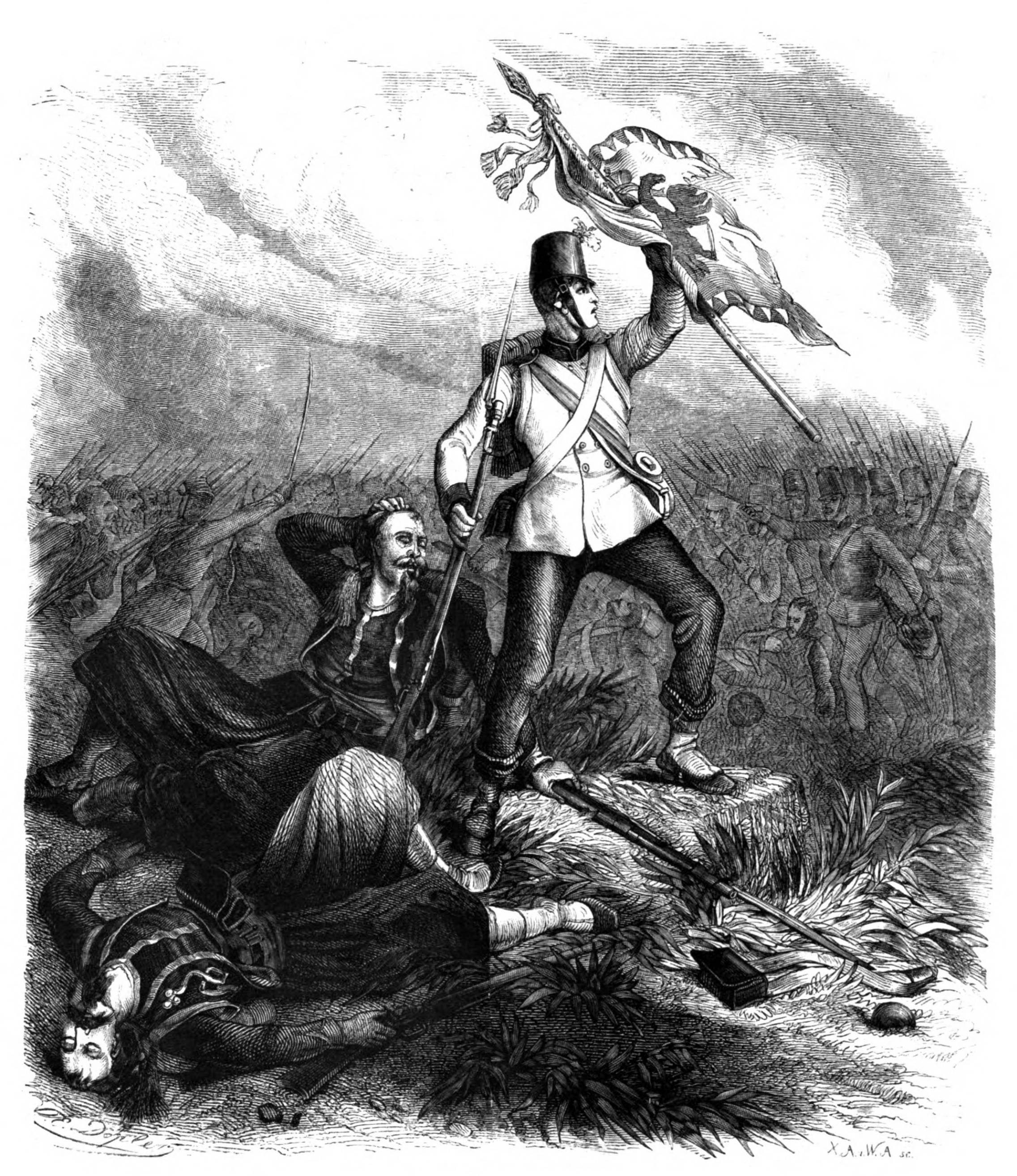
Die Schlacht von Magenta aus Die Gartenlaube (1859)

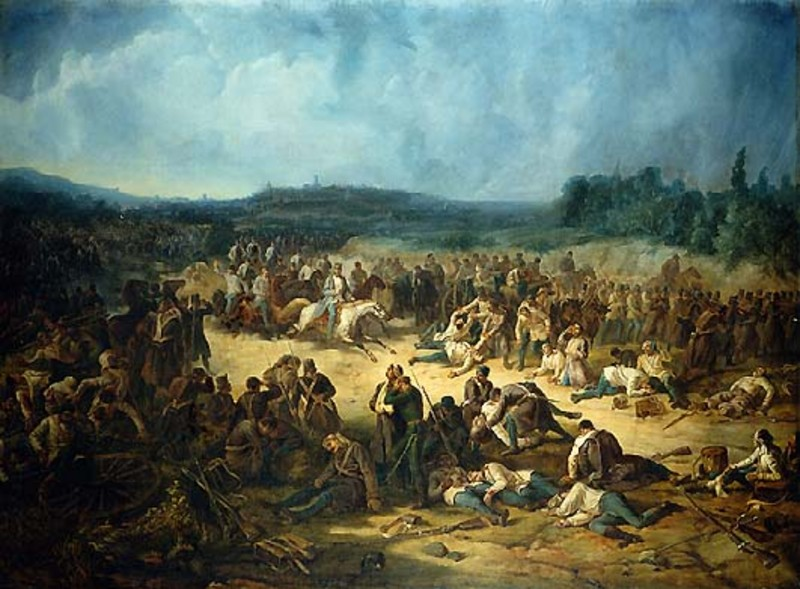
Schlacht von Solferino

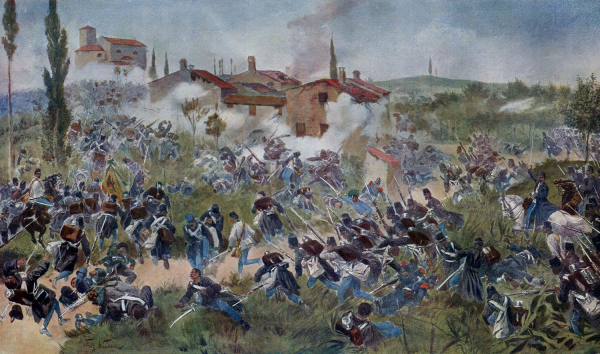
Schlacht von Custozza 1866

Am 25. September 1854 wurde er zum Generalmajor ernannt und war Brigadier im 2. Armeekorps, sodann beim Serbisch-Banater Armeekorps. Er nahm 1859 mit seiner Brigade am Krieg gegen Frankreich und Piemont im 3. Armeecorps teil, zuerst an der Kanonade bei Valenza, sodann behauptete er sich in der Schlacht von Magenta, trotz der feindlichen Übermacht die ganze Nacht vom 4. auf den 5. Juni des Jahres auf dem Schlachtfeld und kämpfte in der Schlacht von Solferino vor Giudizzolo gegen die von Medole über Casanuova vordringenden starken feindlichen Infanterieverbände trotz heftigen Artilleriefeuers und eines gewaltigen Kavallerieangriffs des Feindes standhaft bis zum allgemeinen Rückzug. Für seine Leistungen in den beiden Schlachten wurde Hartung mit dem Orden der Eisernen Krone 2. Klasse und dem Ritterkreuz des Leopoldordens, beide mit der Kriegsdekoration (KD.) ausgezeichnet.
Am 15. August 1862 wurde er zum Truppenkommandanten im Küstenland und in Istrien ernannt und die Offiziere des 14. Infanterieregiments widmeten ihm einen Ehrensäbel, bevor er mit Rang vom 13. August 1863 zum Feldmarschalleutnant befördert wurde. und am 12. Mai 1864 Inhaber des Infanterieregiments Nr. 47. Als solcher kommandierte Hartung während des Italienfeldzugs des Jahres 1866 das 9. Armeekorps in der Südarmee des Erzherzogs Albrecht und trug durch seine Führung wesentlich dazu bei, dass sich die Schlacht bei Custozza am 24. Juni zu einem der glänzendsten Siege der kaiserlichen Armee gestaltete. In richtiger Würdigung der Gefechts- und Geländeverhältnisse und entgegen den Dispositionen des Generalkommandos, welches die Ausdehnung seines Korps bis zum Taleinschnitt von Stafallo angeordnet hatte, ließ Hartung den rechten Flügel seines Korps, sogleich nach der Besetzung von Sommacampagna und Berettara, gegen den Feind vorgehen und seine wiederholten Angriffe gegen die auf dem Monte Croce aufgestellten feindlichen Truppen verhinderten die ernstliche Gefährdung des ganzen Heeres. Dem Feind gelang es nicht, gegen die Höhen von Casa del Sole vorzudringen. Nach den blutigen Angriffen seiner Brigaden Weckbecker und Böck und dem hartnäckigen Widerstand von Seite des Regiments Thun auf dem Belvedere und dem Monte Arabico, wodurch der Angriff des 7. Armeecorps wesentlich erleichtert wurde, konnte der General seiner Aufgabe stundenlang nur durch das mutige Ausharren und das vorzüglich geleitete Feuer seiner fast isoliert vorgeschobenen Artillerie gerecht werden, zog aber dann im entscheidenden Augenblick seine letzte Reserve vor und verwendete sie so bedacht gegen den Monte Croce, dass die Stellung nebst den feindlichen Geschützen genommen wurde.

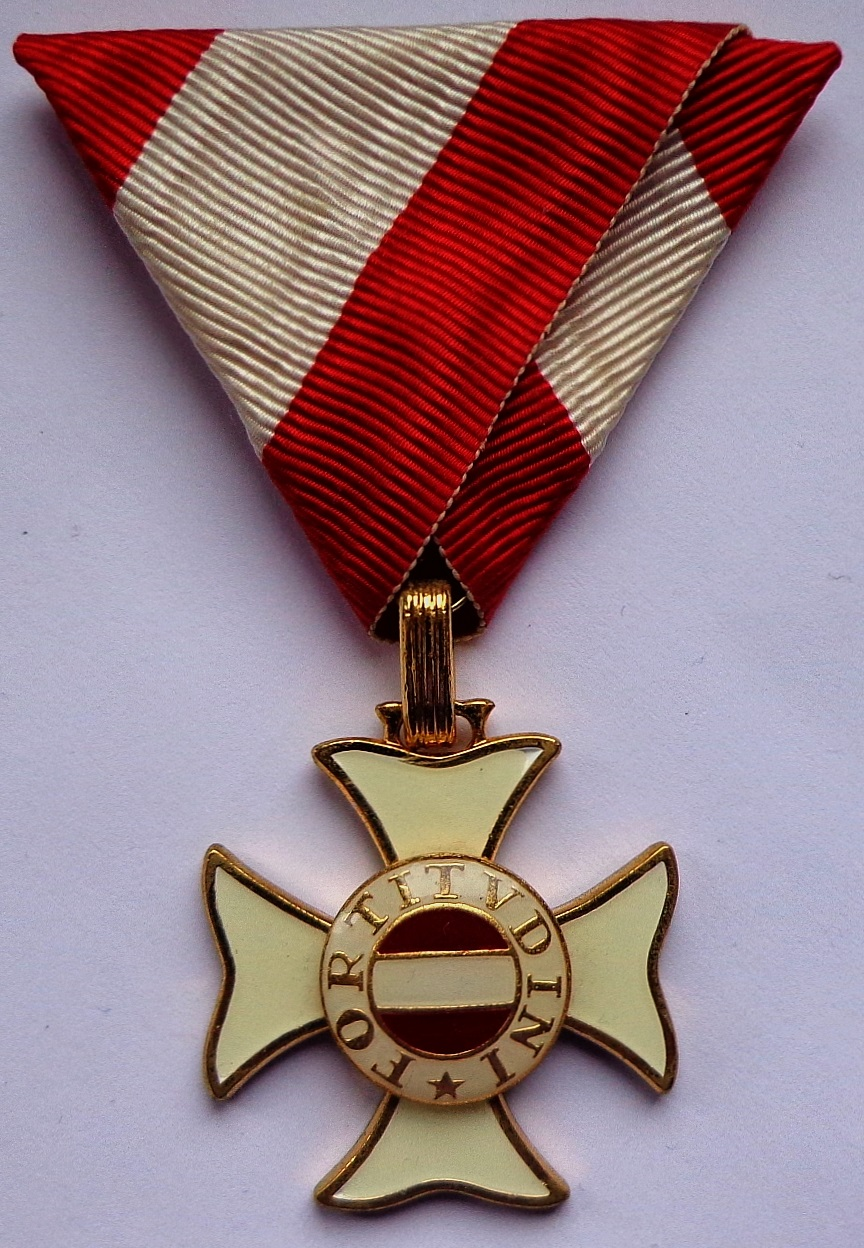
Ritterkreuz des Militär-Maria-Theresien-Ordens

Für sein Handeln in der Schlacht von Custozza erhielt er mit Allerhöchster Entschließung Kaiser Franz Josephs I. am 29. August 1866 das Ritterkreuz des Maria-Theresien-Ordens (166. Promotion vom 29. August 1866), nachdem ihm schon vorher die Würde eines Geheimen Rates verliehen worden war.
Am 4. Oktober desselben Jahres erfolgte seine Ernennung zum interimistischen Kommandierenden General für Ober- und Niederösterreich, Salzburg, Mähren und Schlesien, am 20. März 1868 zum Wirklichen Kommandierenden General in Wien. Nachdem er am 22. April 1868 zum Feldzeugmeister vorgerückt war, wurde er am 19. Februar 1869 mit dem Orden der Eisernen Krone 1. Klasse ausgezeichnet und trat am 1. März 1869 auf eigenes Ansuchen hin in den Ruhestand.
Der General, ein hervorragend gebildeter Offizier und glänzender Stilist, war auch ein bedeutender Militärtheoretiker. So hatte er die Neubearbeitung des Dienstreglements geleitet und sich an der nach dem Krieg des Jahres 1859 in Angriff genommenen Umarbeitung des Exerzierreglements beteiligt. Seine diesbezügliche Arbeit wirkte auch in den folgenden Jahrzehnten der Umorganisierung des kaiserlich-königlichen Heeres fort.
Nach seinem Übertritt in den Ruhestand zum lebenslangen Mitglied des Herrenhauses ernannt, nahm er regelmäßig an allen Sitzungen teil, wurde wiederholt auch in die Delegationen des österreichischen Reichsrates entsendet und widmete auch da allen Heeresangelegenheiten größte Aufmerksamkeit. Jeder seiner hohen Orden hätte eine Erhebung in den Freiherrnstand gerechtfertigt, doch stellte der General diesbezüglich niemals einen Antrag.
Bei seinem feierlichen Begräbnis am 4. Oktober 1879 fanden sich zahlreiche hochrangige Würdenträger in der Hofkirche St. Augustin ein, darunter die Erzherzöge Albrecht (s. o.), Erzherzog Wilhelm und Erzherzog Rainer sowie Ministerpräsident Eduard Graf Taaffe. Den Kondukt zum Wiener Zentralfriedhof führte Feldzeugmeister Joseph Freiherr von Maroicic an.

## Auszeichnungen (Auswahl)
Der General wurde vielfach ausgezeichnet, unter anderem mit:
- Orden der Eisernen Krone 3. Klasse, 1849
- K. k. Militärverdienstkreuz mit der Kriegsdekoration (KD.), 1849
- Orden der Eisernen Krone 2. Klasse mit der Kriegsdekoration (KD.) 1859
- Ritter des Österreichisch-kaiserlichen Leopold-Ordens mit der Kriegsdekoration (KD.), 1859
- Ritterkreuz des Militär-Maria-Theresien-Ordens, 1866
- Orden der Eisernen Krone 1. Klasse, 1869
- Königlicher Orden beider Sizilien